# Geranium arboreum
Geranium arboreum là một loài thực vật có hoa trong họ Mỏ hạc. Loài này được A.Gray mô tả khoa học đầu tiên năm 1854.

## Hình ảnh

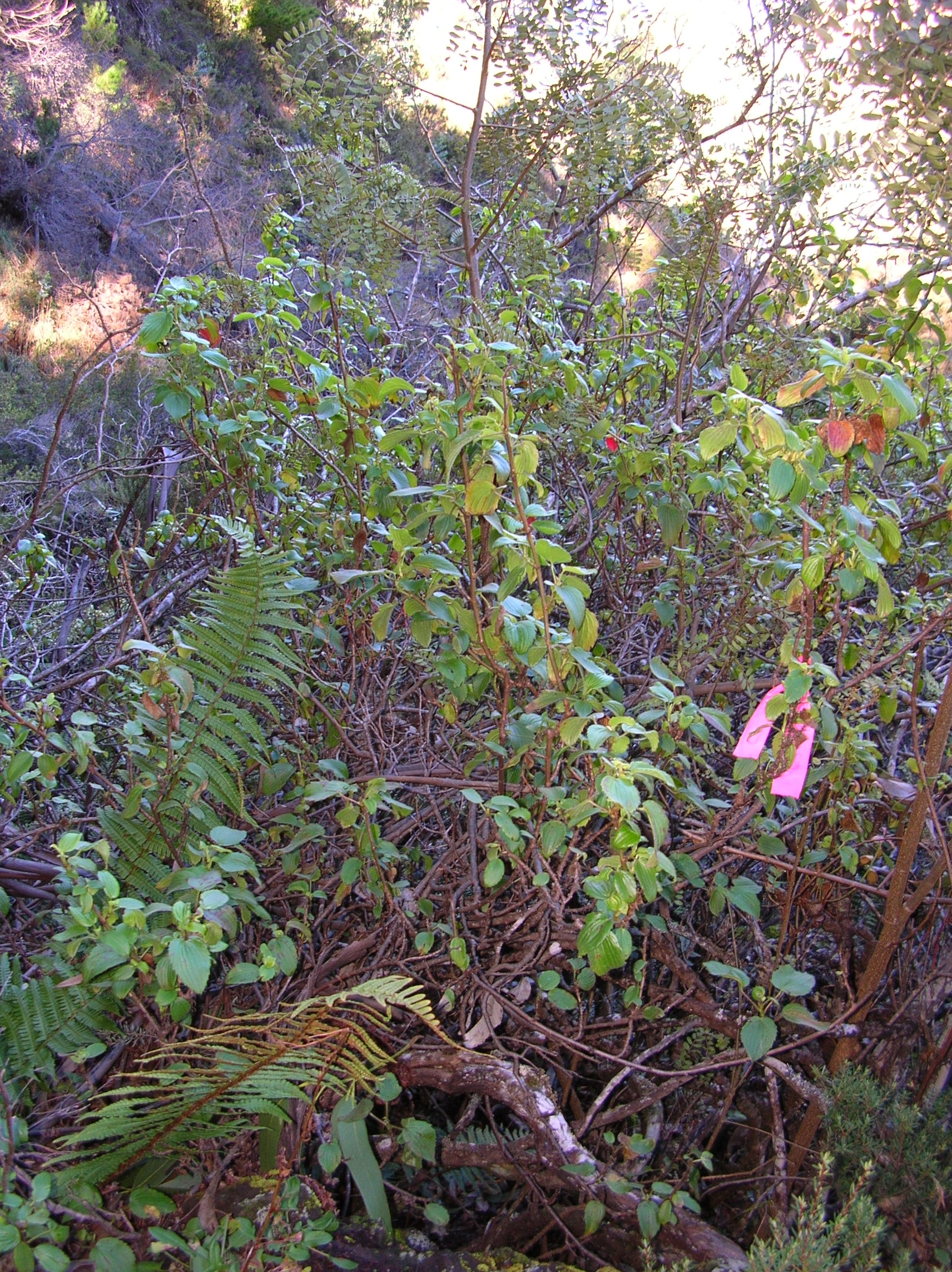
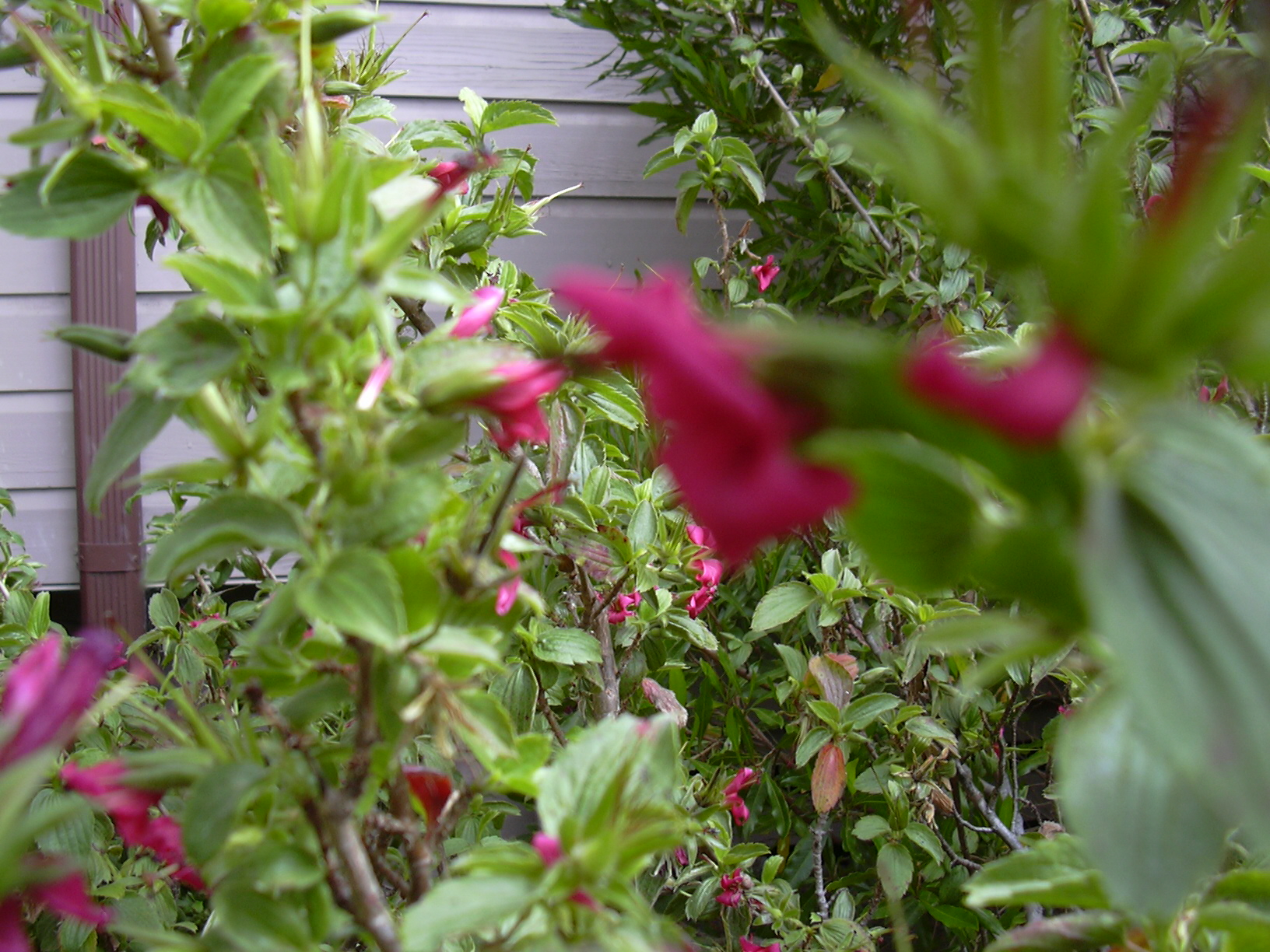
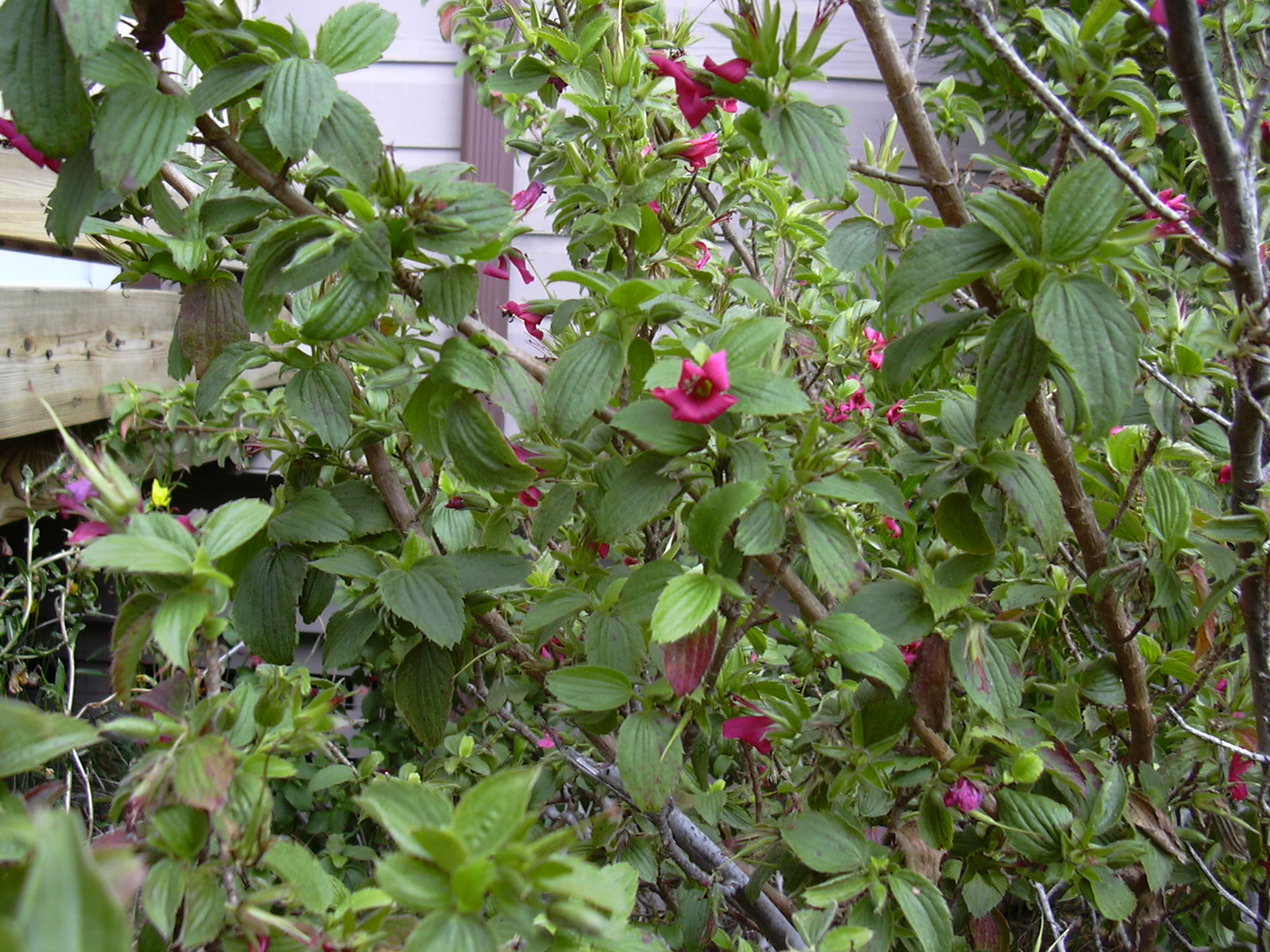
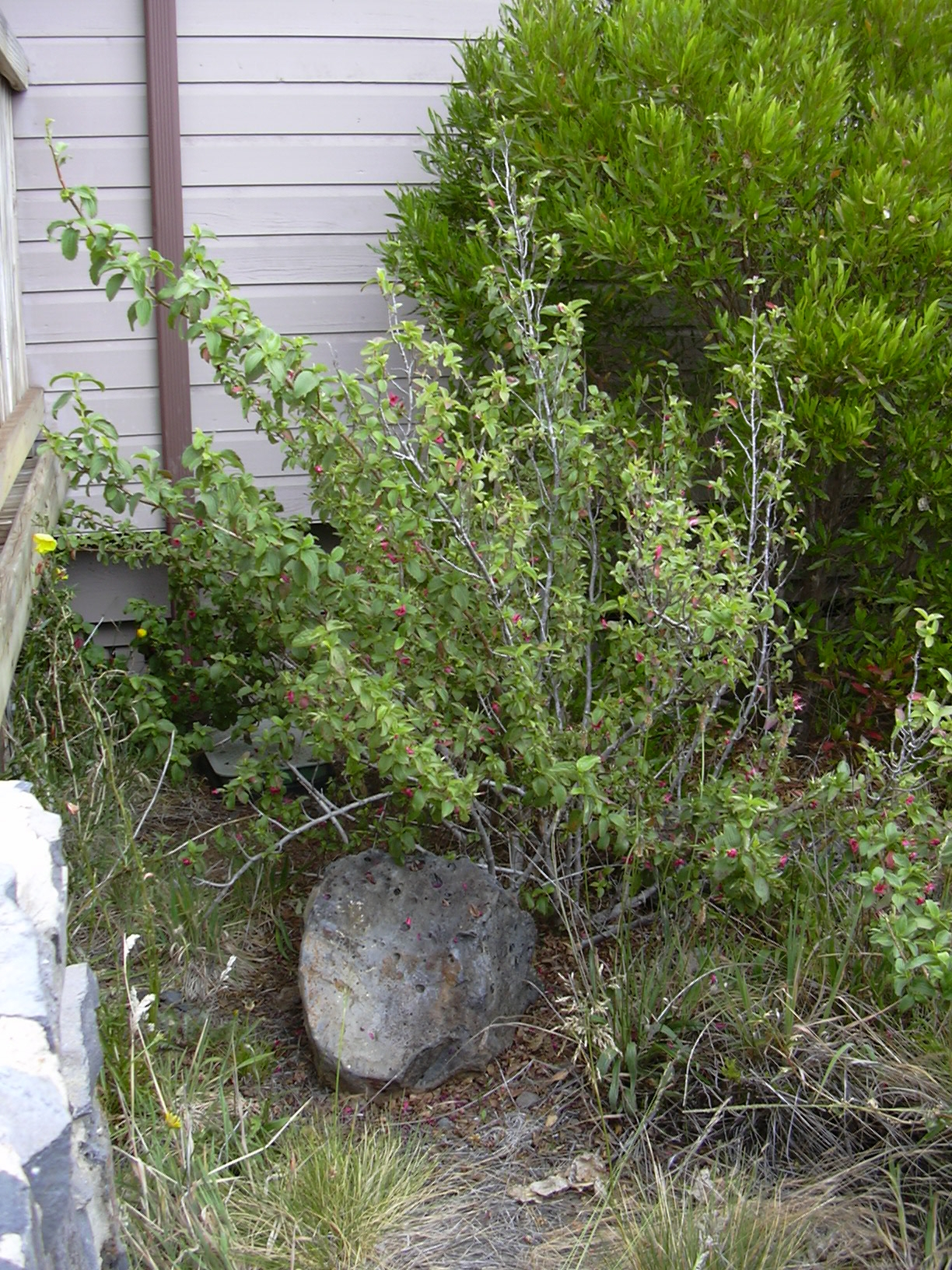